# Psilocymbium tuberosum
Psilocymbium tuberosum är en spindelart som beskrevs av Alfred Frank Millidge 1991. Psilocymbium tuberosum ingår i släktet Psilocymbium och familjen täckvävarspindlar. Inga underarter finns listade i Catalogue of Life.